# El Rey (canção de Secos e Molhados)
"El Rey" é uma canção escrita por Gerson Conrad e João Ricardo para o primeiro álbum de 1973 do Secos e Molhados. A música é uma referência a Manuel I de Portugal, monarca que ocupara o trono português à época que Pedro Álvares Cabral chegou ao território conhecido hoje como Brasil.

## Outras versões
- Em 2003, o grupo Matanza regravou a canção em comemoração aos 30 anos do Secos e Molhados para o álbum Assim Assado - Tributo ao Secos e Molhados.